# Szentmargita (Románia)
Szentmargita (románul Sânmărghita, németül Margarethen) falu Romániában, Kolozs megyében.

## Fekvése
Déstől keletre, a Nagy-Szamos bal partján fekvő település.

## Története
Nevét 1330 körül említették először terra Sanctae Margarethae néven. 1332-ben Sancta Margareta, 1405-ben Zenthmargytha néven írták.
Szentmargita (Szent-Margita) kezdettől Csicsóvár tartozéka volt. Csicsóvár tartozéka és magyar falu volt 1405-ben is amikor a losonczi Bánffyak kezére került.
1405-ben a Losonci Dezsőfiek; Losonci Dezsőfi János és neje Pásztói Hedvig, 1473-ban pedig Bánffy Mihály birtoka volt.
1483-ban Losonci Dezsőfi Mihály fia János vérrokonainak nevében itteni birtokrészeiket 1000 Ft-ért zálogba adták Kisfaludi Miklósnak, Báthori István vajda lovászmesterének.
1546-ban Bethlen Farkas Pál nevű jobbágya ura nevében Petru Rareș moldvai vajdát tiltotta Zenth Marghytha egészbirtok elidegenítésétől.
1646-ban I. Rákóczi György volt a település birtokosa.
1820-ban báró Kemény Miklós, Kornis Gáspár utódai, br. Huszár Károly, gróf Mikó Károly, Moldvai Fakna Márton voltak birtokosai.
1910-ben 1441 lakosából 437 magyar, 31 német, 973 román volt. Ebből 970 görögkatolikus, 429 református, 34 izraelita volt.
A trianoni békeszerződés előtt Szolnok-Doboka vármegye Dési járásához tartozott.